# Grêmio Esportivo Novorizontino
Grêmio Esportivo Novorizontino was een Braziliaanse voetbalclub uit de stad Novo Horizonte, in de deelstaat São Paulo.

## Geschiedenis
De club werd opgericht in 1973 als Pima FC, genaamd naar een schoenfabriek. De club ging in de Liga Catanduvense spelen, een regionale competitie die ze in 1974 en 1975 wonnen. In 1976 werd de club een profclub en nam de naam Grêmio Esportivo Novorizontino aan. In 1986 speelde de club voor het eerst in de hoogste klasse van het Campeonato Paulista. Het eerste toernooi begon erg slecht met een laatste plaats, maar in het tweede toernooi werden ze vijfde waardoor ze het behoud verzekerden. In 1988 nam de club deel aan de Série C, maar werd meteen uitgeschakeld. In 1989 namen ze deel aan de Série B en werden in de eerste groepsfase uitgeschakeld. Het beste resultaat in de clubgeschiedenis volgde in 1990. De club werd in de derde groepsfase groepswinnaar en plaatste zich zo voor de finale tegen Bragantino. Voor het eerst in de geschiedenis stond er geen club uit São Paulo of Santos in de staatsfinale. Beide finales eindigden op een gelijkspel en volgens de regels won toen de club met het beste resultaat in de competitie, Bragantino. In de Série B werd de club groepswinnaar voor Guarani, maar verloor dan in de tweede fase van Noroeste.
In 1994 werd de club zesde en speelde dat jaar in de Série C, waar ze groepswinnaar werden. In de volgende rondes wonnen ze van União Bandeirante, Taguatinga, Ituano en Uberlândia. In de finale versloegen ze Ferroviária met zware cijfers waardoor ze de titel wonnen en promoveerden naar de Série B. De club eindigde het jaar erop in de middenmoot. In 1996 kon de club wegens financiële problemen niet meer deelnemen aan de Série B en moest hiervoor forfait geven. In de staatscompetitie degradeerde de club na elf seizoenen uit de hoogste klasse.
In de Série A2 bereikte de club in 1997 de eindronde om promotie, maar werd hier vierde in. Het jaar erna eindigden ze in de middenmoot. In 1999 kon de club de schulden aan de voetbalbond betalen en werden ze uit de competitie gezet. Later dat jaar werd de club ontbonden.

## Erelijst
Série C
1994

## Bekende spelers
- Carlos
- Márcio Santos